# Croisades baltes
Les croisades baltes, appelées également croisades nordiques, ont été menées à partir de la fin du XIIe siècle par les puissances de l'Occident chrétien contre les peuples baltes, riverains de la mer Baltique : les païens de Prusse, Livonie et Lituanie, afin de les christianiser et de les coloniser.
Leur lancement est prononcé officiellement par le pape Célestin III en 1193,, mais les royaumes germaniques et scandinaves convertis au catholicisme ont déjà commencé à envoyer des croisés à la conquête de leurs voisins à cette date. 
Ainsi, les Chevaliers Porte-Glaive (1202-1236), l’ordre de Livonie (1237-1561) et encore plus l’ordre Teutonique (1190-1805), suivis des marchands et des colons germaniques, ont été sollicités pour christianiser la région . Les royaumes de Danemark et de Suède se sont partagé la mission et la croisade en Estonie et en Finlande.
Les invasions ont duré jusqu’au début du XIVe siècle. Comme bien des croisades, elles se détournent de leur but originel et s'achèvent par la territorialisation des ordres militaires germaniques qui les ont conduites. Ainsi est né l'État monastique des chevaliers Teutoniques qui deviendra plus tard le royaume de Prusse.

## Chronologie

État monastique des chevaliers Teutoniques en 1260

- 997 : Mort du missionnaire Adalbert de Prague, décapité par les tribus prussiennes
- 1009 : Mort du missionnaire Bruno de Querfurt, décapité par les tribus prussiennes
- 1108 : Appel à la guerre sainte contre les Slaves païens lancé par les évêques de Magdebourg
- 1147 : Croisade contre les Wendes. Le pape Eugène III émet le 13 avril une bulle papale (Divina dispensatione (en)) stipulant qu'il n'y aurait aucune différence au niveau des récompenses spirituelles, quelle que soit la croisade.
  - 1157 : Première croisade suédoise dans le sud-ouest de la Finlande. Elle est suivie des expéditions militaires en 1247 et 1293.
  - 1167 : Le moine français Fulco de l'abbaye de La Celle est consacré premier évêque d'Estonie par l'archevêque de Lund.
  - 1186 : Meinhard de Holstein est consacré premier évêque de Livonie par l’archevêque de Brême.
  - 1191 : Croisade danoise en Finlande dont Anders Sunesen, archevêque de Lund, est le fer de lance
  - 1197 : Création de l’ordre Teutonique en Terre Sainte
  - 1199 : Albert de Buxhoveden chanoine de Brême est consacré évêque de Livonie par l'archevêque de Hambourg-Brême, Hartwig II
  - 1202 : Création de la Milice du Christ de Livonie, Ordre des Chevaliers Porte-Glaive, à Riga, deuxième croisade danoise.

## Lancement
Les croisades du Nord débutent en 1195 à la suite de l'appel du pape Célestin III, l'auteur de la bulle du 11 janvier 1193 (Cum ad propulsandam) puis celle du 25 juillet 1195 (Misericors et Miserator). La même indulgence que pour les croisés en Terre Sainte est promise afin d'encourager l'engagement des chevaliers,,,,,.
Sous le pontificat (1198-1216) d’Innocent III s’organise un véritable programme de conquête de cette dernière région européenne encore païenne, qui vise explicitement à y extirper l’erreur du paganisme et à étendre les frontières de la foi chrétienne. 
Après la mort en 1198 dans une embuscade de l’évêque Berthold de Hanovre (en), le successeur de Meinhard de Holstein, le 5 octobre 1199, le pape proclame la croisade pour la protection de la jeune Église de Livonie. 
Les couroniens proto-lettons, les sémigaliens, les séloniens et les latgaliens, ainsi que les livoniens, s’opposent aux envahisseurs.

## Déroulement des opérations

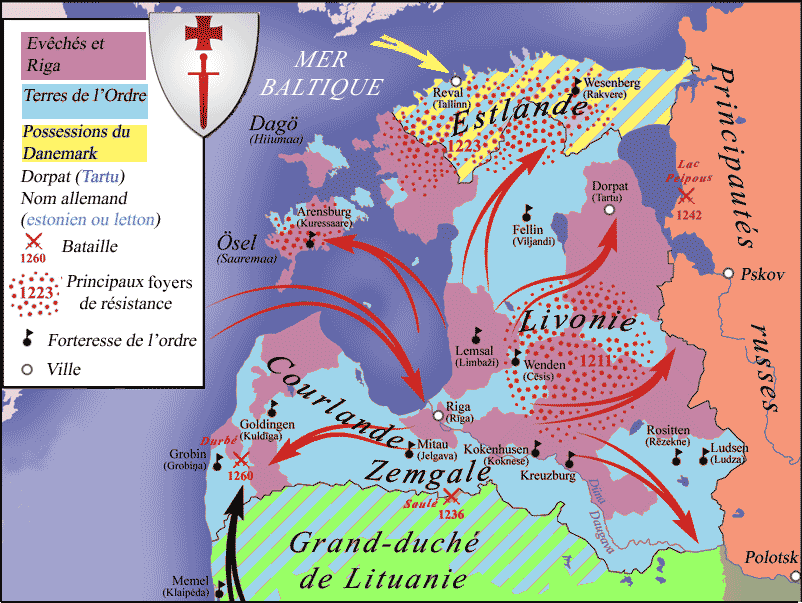
Les croisades baltes 1202-1260

La christianisation de Livonie se transforme rapidement en une entreprise militaire. Pour protéger durablement les colons venus du Saint Empire germanique, l’évêque de Livonie Albert de Buxhoeveden fonde en 1202 l'Ordre des Chevaliers Porte-Glaive dont le premier siège est à Riga. En 1207, la Livonie est reconnue comme une principauté d'Empire et Albert se fait octroyer par l’Empereur Philippe de Souabe le titre de prince d'Empire. Cependant la progression vers l'Est et la conquête de l'Estonie est arrêtée par le débarquement de l'armada de Valdemar II de Danemark. En 1218, les Chevaliers Porte-Glaive s'allient au souverain danois et ensemble soumettent le Nord de l'Estonie au Danemark. À l'issue de la bataille de Lyndanisse livrée le 15 juin 1219, Reval tombe aux mains des Danois. Maîtres de la Livonie, les chevaliers achèvent la conquête de l'Estonie en 1223.
Ordonné évêque en Prusse en 1215, Christian de Oliva fonde l'Ordre de Dobrzyń pour protéger la Mazovie et la Cujavie contre les attaques des tribus prussiennes païennes qui défiaient continuellement Conrad de Mazovie. Le 28 octobre 1228, le pape Grégoire IX reconnaît les chevaliers de Dobrzyń, mais, peu nombreux, ils ne laisseront leur trace que dans la ville éponyme de Dobrzyń sur la Vistule. Pour juguler la menace prussienne, le duc Conrad fait alors appel aux Chevaliers teutoniques qui s'installent dans la région de Chełmno. 
Le grand maître s’emploie aussitôt à obtenir de l'empereur Frédéric II la confirmation de la donation de Conrad et la concession de toutes les terres qu'il pourrait conquérir en Prusse païenne avec les droits régaliens égaux à ceux des princes du Saint-Empire.
Les Teutoniques débutent alors une longue guerre contre les Prussiens et commencent à s'approprier leurs terres. 
Il leur faut cinquante ans pour y parvenir et achever la construction de leur État monastique. 
Ils livrent une guerre sans merci aux païens qui ne cessent de se rebeller. 
Ainsi, la population prussienne passe d'environ 150 000 habitants en 1250 à moins de 80 000 un siècle plus tard.
Le 22 septembre 1236, les chevaliers Porte-Glaive subissent une lourde défaite contre les Lituaniens lors de la bataille du Soleil où le grand-maître de l'Ordre Volkwin perd la vie. Le 14 mai 1237, le pape Grégoire IX prononce à Viterbe l'union de l'Ordre des Porte-glaives, avec toutes ses possessions, à l'Ordre Teutonique. 
Cependant, l'avancée des croisés unis n'est pas plus aisée pour autant. 
Au Nord-Est, en direction de Novgorod, elle est arrêtée par le prince Alexandre Nevski - déjà vainqueur du suédois Birger Jarl à Neva en 1240 - à la fameuse bataille du 5 avril 1242 sur les glaces du lac Peïpous. 
L'Estonie, reprise aux Danois en 1227, leur est cédée à nouveau en 1238. 
La soumission de la Sémigalie (Zemgale) et de la Courlande s'achève en 1251. 
La fondation de Memel en 1252 permet d'établir un trait d'union fragile entre la Courlande et les pays récemment conquis en Prusse orientale.
La faim de terre pousse l'ordre Teutonique, sans prétexte d'évangélisation, vers la mainmise et la conquête de la Poméranie polonaise, terre chrétienne depuis bien longtemps. 
Telle est l'origine principale de l'union du royaume de Pologne avec le grand-duché de Lituanie et de la guerre commune contre l'ordre Teutonique.

### Exception lituanienne

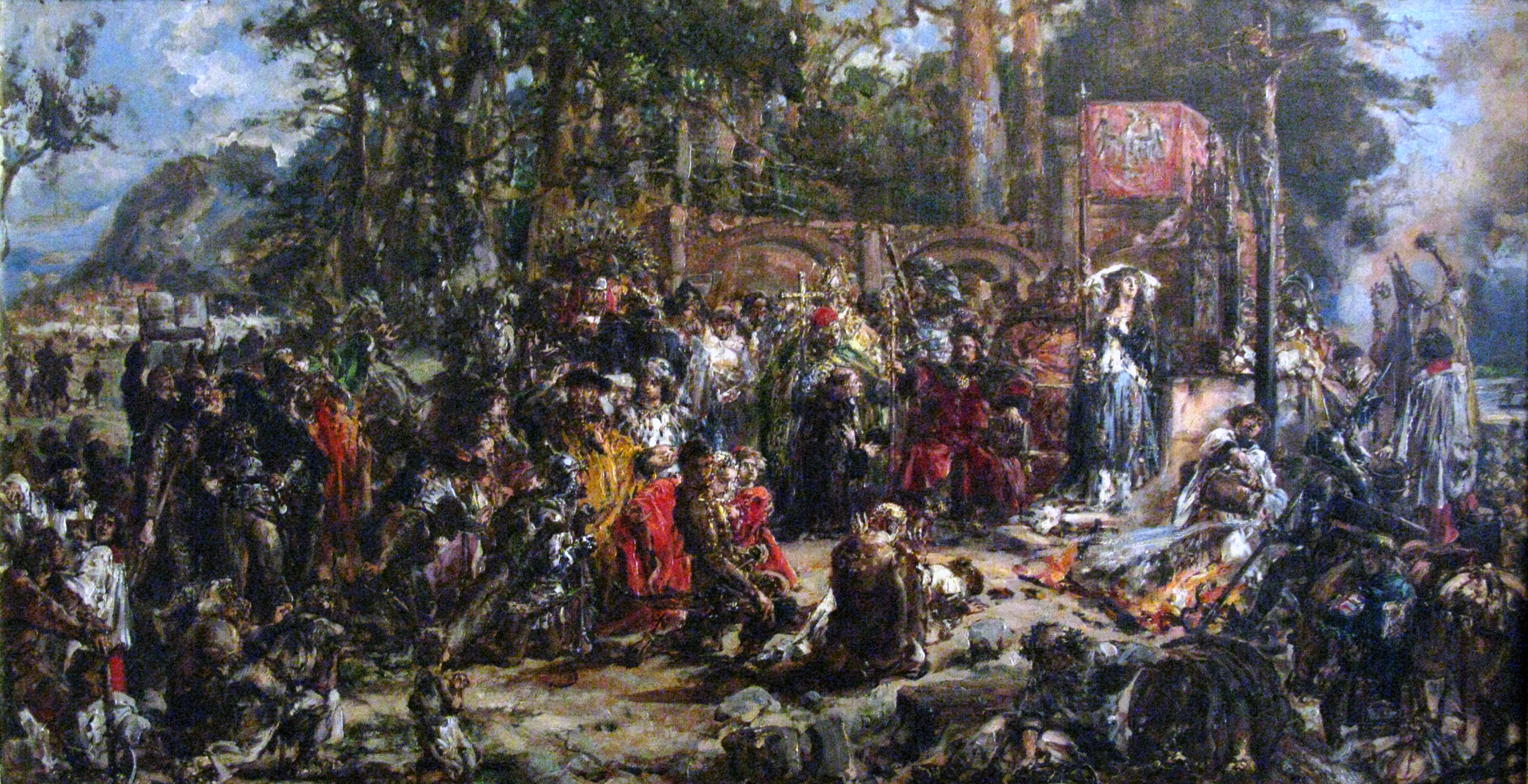
Christianisation des Lituaniens en 1387. Le grand-duc de Lituanie Jogaila s'était converti au christianisme catholique à l'occasion de l'union de Krewo (1385) ; il épouse l'héritière du trône de Pologne Hedwige d'Anjou et devient ainsi roi de Pologne sous le nom de Władysław II Jagiełło. La conversion par la force des Baltes païens par le biais des croisades baltes a échoué : l'opposition des Teutoniques continue.

Les Lituaniens ne se sont pas soumis aux Teutoniques, et, au début du XIVe siècle, le grand-duché de Lituanie se dresse contre l’ordre Teutonique, qui tient fermement la Prusse et la Livonie. 
Si les Lituaniens se christianisent en 1387 à la suite de leur grand-duc, c'est pour s'unir avec le royaume de Pologne afin d'arrêter l’expansionnisme de l'État teutonique. 
Les habitants de Samogitie restent de confession païenne jusqu'au XVe siècle.
La défaite contre le royaume de Pologne et le grand-duché de Lituanie et la mort du grand maître Ulrich von Jungingen au champ de bataille de Grunwald en 1410 marque le début du déclin de l'Ordre. Le second traité de Thorn de 1466 transforme ses possessions en Prusse royale incorporée à l'État polonais.

### Conséquences
Ces croisades réussissent à soumettre les peuples de Prusse, Livonie, de Latgale et d'Estonie. L'ordre Teutonique y gagne les territoires qu'il recherche depuis son éviction de Terre sainte. Il y installe une théocratie sous forme de l'État monastique des chevaliers Teutoniques. Les Allemands deviennent la classe dominante, les chevaliers allemands deviennent des barons terriens et conserveront des privilèges jusqu’à la Première Guerre mondiale.
La sécularisation en 1525 de cet État monastique et militaire donne naissance au duché de Prusse, vassal du royaume de Pologne. Le militarisme et l'expansionnisme de l'État teutonique laissent toutefois une marque de fer sur la mentalité nationale de ce qui va devenir d'abord l'État de Brandebourg-Prusse (1618) puis le royaume de Prusse (1701).